# Autoroute A4 (Portugal)
Pour les articles homonymes, voir Autoroute A4.
L'autoroute portugaise   E 82  relie actuellement Matosinhos à la frontière espagnole au niveau de Quintanilha, en passant par Valongo, Penafiel, Amarante, Vila Real, Mirandela et Bragance. Elle relie le littoral nord du pays à l'intérieur nord parallèlement au Douro, en franchissant la Serra_do_Marão (pt). Elle remplace l'ancienne IP4 considérée comme une des routes les plus dangereuses du Portugal et longe la sinueuse nationale N15. Sa longueur actuelle est de 223 kilomètres depuis mai 2016.
Les travaux sur le tronçon  Amarante - Vila Real ont débuté en mai 2009 et se sont achevés en mai 2016 avec la construction d'un tunnel de 5,6 km de longueur (tunnel du Marão) qui est le plus long tunnel routier du Portugal et l'un des plus longs de la péninsule Ibérique.
Les travaux sur le tronçon Vila Real - Bragance ont également débuté en mai 2009 et se sont achevés en septembre 2013.

## Péage
Cette autoroute est payante (concessionnaire: Brisa). Un trajet Porto-Amarante pour un véhicule léger coûte 4 €.
Le tronçon Matosinhos- n'est plus libre de péage depuis le 15 octobre 2010 (à la suite de la politique du gouvernement de supprimer les SCUT) et son concessionnaire est Ascendi.
Le péage de ce tronçon est assuré par des portiques automatiques en flux libre (free-flow) et coûte 0,50 €.
Les contournements de Bragance et de Vila Real sont également payants (adoptant le même système de portique) et coûtent respectivement 0,60 € et 0,70 €.
Enfin il faudra s'acquitter de 1,95 € pour la traversée du tunnel du Marão, également via le système de portiques automatiques.

## État des tronçons
| Tronçon                                            | État (2025)                                                 | km   |
| -------------------------------------------------- | ----------------------------------------------------------- | ---- |
| Matosinhos () -                                    | En service (11/2006) (Concession: SCUT do Grande Porto)     | 8,8  |
| - Campo                                            | En service (1990)                                           | 12,3 |
| Campo - Penafiel                                   | En service (1991)                                           | 17   |
| Penafiel - Amarante                                | En service (09/1995)                                        | 22   |
| Amarante - Padronelo                               | En service (11/2010) (Concession: Tunel do Marão)           | 2,4  |
| Padronelo - Gondar                                 | En service (11/2010) (Concession: Tunel do Marão)           | 1,5  |
| Gondar - Campeã                                    | En service (05/2016) (Concession: Tunel do Marão)           | 18,5 |
| Campeã - Vila Real-Ouest (Parada de Cunhos)        | En service (05/2016) (Concession: Tunel do Marão)           | 6,9  |
| Vila Real-Ouest (Parada de Cunhos) - Vila Real-Est | En service (09/2013) (Concession: Auto-Estrada Trasmontana) | 10,9 |
| Vila Real-Est - Justes                             | En service (08/2011) (Concession: Auto-Estrada Trasmontana) | 6,6  |
| Justes - Pópulo                                    | En service (07/2012) (Concession: Auto-Estrada Trasmontana) | 8,6  |
| Pópulo - Murça                                     | En service (03/2013) (Concession: Auto-Estrada Trasmontana) | 7,2  |
| Murça - Lamas de Orelhão                           | En service (08/2012) (Concession: Auto-Estrada Trasmontana) | 15,5 |
| Lamas de Orelhão - Mirandela-Ouest                 | En service (11/2011) (Concession: Auto-Estrada Trasmontana) | 6,8  |
| Mirandela-Ouest - Mirandela-Nord                   | En service (12/2011) (Concession: Auto-Estrada Trasmontana) | 5,5  |
| Mirandela-Nord - Romeu                             | En service (07/2012) (Concession: Auto-Estrada Trasmontana) | 10,7 |
| Romeu - Amendoeira ( IP 2 )                        | En service (10/2012) (Concession: Auto-Estrada Trasmontana) | 7,3  |
| Accès à l' IP 2                                    | En service (09/2011) (Concession: Auto-Estrada Trasmontana) | 2,2  |
| Amendoeira ( IP 2 ) - Santa Comba de Rossas        | En service (08/2013) (Concession: Auto-Estrada Trasmontana) | 18   |
| Santa Comba de Rossas - Bragance-Ouest             | En service (07/2013) (Concession: Auto-Estrada Trasmontana) | 12   |
| Contournement de Bragance                          | En service (09/2011) (Concession: Auto-Estrada Trasmontana) | 6,9  |
| Bragance-Est - Quintanilha                         | En service (12/2012) (Concession: Auto-Estrada Trasmontana) | 13,9 |
| Pont international de Quintanilha                  | En service (07/2009)                                        | 2    |

## Trafic
| Section                                  | Trafic en 2010 (véhicules/jour) |
| ---------------------------------------- | ------------------------------- |
| Matosinhos - Guifões                     | 40484                           |
| Guifões - VRI                            | 57352                           |
| VRI - N 14 (Via Norte)                   | 60517                           |
| N 14 (Via Norte) - São Mamede de Infesta | 57023                           |
| São Mamede de Infesta -                  | 54870                           |
| - Ermesinde                              | 67833                           |
| Ermesinde - Valongo                      | 39580                           |
| Valongo - Campo                          | 36954                           |
| Campo - Baltar                           | 29144                           |
| Baltar - Paredes                         | 24719                           |
| Paredes - Guilhufe                       | 21317                           |
| Guilhufe - Penafiel                      | 20639                           |
| Penafiel -                               | 18480                           |
| - Amarante                               | 15690                           |

## Capacité
| Section       | Capacité | Longueur |
| ------------- | -------- | -------- |
| Matosinhos -  |          | 8 km     |
| - Quintanilha |          | 215 km   |

## Itinéraire

Carte de l'A4

| Sorties                                           | Villes                                                         |
| ------------------------------------------------- | -------------------------------------------------------------- |
| 01                                                | Matosinhos Viana do Castelo Porto                              |
| 02                                                | Guifões                                                        |
| 03                                                | Aéroport VRI                                                   |
| Aire de service de Matosinhos (km 3)              |                                                                |
| Portique de péage de Custóias - € 0,25            |                                                                |
| 04                                                | Maia N 14 (Via Norte) Porto N 14 (Via Norte)                   |
| Portique de péage de Gueifães - € 0,25            |                                                                |
| 05                                                | São Mamede de Infesta Leça do Balio                            |
| 06                                                | Braga Porto                                                    |
| Aire de service de Águas Santas (km 9)            |                                                                |
| 07                                                | Ermesinde                                                      |
| Péage de Ermesinde (km 11)                        |                                                                |
| 08                                                | Valongo                                                        |
| 09                                                | Campo                                                          |
|                                                   | Sobrado (CREP) Espinho (CREP)                                  |
| 10                                                | Baltar                                                         |
| 11                                                | Paredes                                                        |
| 12                                                | Guilhufe                                                       |
| 13                                                | Penafiel                                                       |
| 14                                                | Guimarães                                                      |
| Aire de service de Penafiel (km 47)               |                                                                |
| Péage de Amarante (km 51)                         |                                                                |
| 15                                                | Amarante-Ouest                                                 |
| 16                                                | Cepelos                                                        |
| 17                                                | Amarante-Est                                                   |
| 18                                                | Padronelo                                                      |
| 19                                                | Marão IP 4                                                     |
| Tunnel du Marão (5 665 m)                         |                                                                |
| 20                                                | Campeã                                                         |
| 21                                                | Vila Real-Ouest (Parada de Cunhos)                             |
| Portique de péage du Viaduc de Vila Real - € 0,70 |                                                                |
| 22                                                | Vila Real-Sud                                                  |
| 23                                                | Chaves Viseu                                                   |
| 24                                                | Vila Real-Est                                                  |
| Aire de service de Lamares (km 101)               |                                                                |
| 25                                                | Lamares                                                        |
| 26                                                | Justes Parada de Pinhão                                        |
| 27                                                | Pópulo Miranda do Douro IC 5                                   |
| 28                                                | Murça                                                          |
| Aire de repos de Murça (km 124)                   |                                                                |
| 29                                                | Palheiros                                                      |
| 30                                                | Franco                                                         |
| Aire de service de Lamas de Orelhão (km 136)      |                                                                |
| 31                                                | Lamas de Orelhão                                               |
| 32                                                | Mirandela-Ouest - Vila Flor Valpaços N 213                     |
| 33                                                | Mirandela-Nord Vinhais N 315                                   |
| 34                                                | Romeu                                                          |
| 35                                                | Amendoeira Macedo de Cavaleiros - Guarda IP 2                  |
| 36                                                | Lamas de Podence                                               |
| Aire de service de Macedo de Cavaleiros (173 Km)  |                                                                |
| 37                                                | Barrage du Azibo                                               |
| 38                                                | Quintela de Lampaças                                           |
| 39                                                | Vale de Nogueira                                               |
| 40                                                | Santa Comba de Rossas                                          |
| Aire de service de Bragança (191 Km)              |                                                                |
| 41                                                | Mós                                                            |
| 42                                                | Bragance-Ouest - Vinhais IP 4                                  |
| Portique de péage de Bragance - € 0,60            |                                                                |
| 43                                                | Bragance-Sud                                                   |
| 44                                                | Bragance-Est - Puebla de Sanabria                              |
| 45                                                | Rio Frio                                                       |
| 46                                                | Quintanilha                                                    |
|                                                   | Frontière Espagne - Portugal Pont international de Quintanilha |